# 쉬파리
쉬파리는 쉬파리과에 속하는 곤충이다.

## 특징
쉬파리의 몸길이 6~19 mm, 몸은 회색이고 양겹눈이 붉고 얼굴과 뺨은 황금빛 비늘가루로 덮여 있다. 가슴방패판은 검은 바탕에 황금빛 또는 은빛 비늘가루가 덮였고 3개의 검은 세로줄이 아래로 뻗는다. 날개는 투명한 막질이고 날개맥은 흑갈색이다. 일반적으로 암컷이 수컷보다 크다.
발생은 종에 따라 또는 온도에 따라 진행 속도가 다른데 흔히 썩은 고기와 사람이나 동물의 똥에서 발생한다. 성충은 인가에 잘 모여들며, 시장에서 갓 사온 고기나 생선 위에 새끼를 깐다. 어떤 종은 암컷이 나방이나 나비류의 유충의 등에 쉬를 슬어 그 유충을 죽게 하고 그것을 파먹고 들어가 그 속에서 발생하는 것도 있다. 위생상 중요군이 많으며 가축에게 승저증(蠅疽症)을 일으키는 종류도 있다. 한국에는 31종이 분포하는데 가토쉬파리는 한국 특산종이다. 전지구상에 넓게 분포한다.

## 아과
- Miltogramminae
- Paramacronychiinae
- 쉬파리아과 (Sarcophaginae)

## 종류
- Miltogramminae
  - Metopia - 은빛얼룩쉬파리 (Metopia argyrocephala) (Meigen)
  - Miltogramma - 대륙은빛쉬파리 (Miltogramma ibericum) Villeneuve
- 쉬파리아과 (Sarcophaginae)
  - Bercaea - 개울쉬파리 (Bercaea haemorrhoidalis) (Fallen)
  - Blaesoxipha - 꼬마노고단쉬파리, 가또쉬파리, 노고단쉬파리
  - Pierretia - 긴수염쉬파리, 고리쉬파리, 가야쉬파리, 애기머리쉬파리
  - Ravinia - 애기쉬파리 (Ravinia striata) (Fabricius)
  - Sarcophaga - 대부분의 쉬파리 종

## 참고 자료
- 이 문서에는 다음커뮤니케이션(현 카카오)에서 GFDL 또는 CC-SA 라이선스로 배포한 글로벌 세계대백과사전의 내용을 기초로 작성된 글이 포함되어 있습니다.